# Marco Sportiello
Marco Sportiello (ur. 10 maja 1992 w Desio) – włoski piłkarz występujący na pozycji bramkarza w  A.C. Milan.

## Kariera klubowa
Marco Sportiello karierę rozpoczął w Atalancie BC. W 2010 roku na zasadzie współwłasności trafił do U.S.D. 1913 Seregno Calcio. Po zakończeniu sezonu klub z Seregno scedował swoją część praw do karty zawodniczej Sportiello na Atalantę. Bramkarz ponownie na zasadzie współwłasności sezon 2011/2012 spędził w U.S. Poggibonsi. Latem 2012 Atalanta znów posiadała pełnię praw do zawodnika. Sportiello został wypożyczony do Carpi FC, z którym awansował do Serie B. Po powrocie do Bergamo Sportiello stopniowo umacniał pozycję w zespole, aż w końcu zluzował Andreę Consiglego i został podstawowym bramkarzem klubu. 13 stycznia 2017 został wypożyczony na półtora roku do ACF Fiorentina, a klub z Florencji zastrzegł sobie prawo pierwokupu. 30 czerwca 2018 roku powrócił do Atalanty BC a 6 lipca tego roku został wypożyczony do Frosinone Calcio, z którego powrócił do Atalanty 30 czerwca 2019 roku.

## Kariera reprezentacyjna
Marco Sportiello był w kadrze reprezentacji Włoch U-21 na młodzieżowe mistrzostwa Europy 2015, jednak na turnieju w Czechach nie rozegrał żadnego meczu.
17 maja 2016 Antonio Conte powołał go do szerokiej kadry Włoch na Euro 2016, ale ostatecznie Sportiello nie znalazł się w drużynie na turniej we Francji i wciąż czeka na debiut w reprezentacji.